# Wilhelm Weyer (Heimatforscher)
Wilhelm Weyer (* 15. Januar 1891 in Dreis-Tiefenbach; † 28. Februar 1971 in Berlin) war ein Siegerländer Heimatforscher und Pädagoge.
Von 1946 bis 1949 leitete der auch als Autor tätige Weyer, seines Zeichens Doktor der Philosophie, das Siegerlandmuseum im Oberen Schloss Siegen. Die Wirksamkeit, die Weyer als Vorstandsmitglied des Siegerländer Heimatvereins wie als Geschäftsführer des Vereins der Freunde und Förderer des Museums des Siegerlandes entfaltet hat, ist in der Geschichte des Museums nicht wegzudenken. Seinen Bemühungen ist es im Wesentlichen zu verdanken, dass eines der bedeutendsten Stücke dieser Sammlung, die von Peter Paul Rubens gemalte „Caritas Romana“ nach Siegen gelangt ist. Nach seiner Pensionierung im Jahre 1956 zog Weyer aus gesundheitlichen Gründen in sein „Altersparadies“ nach Utting am Ammersee, wo er sich noch täglich von früh bis spät mit heimatgeschichtlichen und theologischen Fragen beschäftigte, das Buch über die Familie Flender fertigstellte und nebenher an der dortigen Klosterschule den Deutschunterricht ehrenamtlich erteilte. 1958 erhielt er das Bundesverdienstkreuz. Bis zu seinem Tode, der nach einem dritten Schlaganfall in einem Berliner Krankenhaus eintrat, war Weyer geistig vital. Die Asche dieses um das Siegerland sehr verdienten Mannes ruht im Grabe seiner Mutter in Dreis-Tiefenbach.

## Veröffentlichungen

### Selbstständige Veröffentlichungen
- Laasphe und das obere Lahntal. Siegen 1925
- Die Anfänge des preußischen Haus- und Polizeiministers Fürsten Wilhelm Ludwig Georg zu Sayn-Wittgenstein-Hohenstein (1770–1806). Laasphe 1927
- Geschichte der Familie Flender – 2. Band: Von der Zeit des Dreißigjährigen Krieges bis zur Gegenwart. 1961[3][4][5]
- Siegerländer Beiträge zur Geschichte und Landeskunde, Heft 11. – Leben und Gebräuche im Netpherland um 1900. Herausgeber: Siegerländer Heimatverein, Siegen 1963[6]
- Siegen lebt. Eine Stadt im Wiederaufbau. Fotografische Dokumentation von Wilhelm Weyer. Sommer 1951 und Sommer 1952. Ursula Blanchebarbe (Hrsg.), Siegen 2000

### Aufsätze und Beiträge
- Das Obere Schloss zu Siegen. In: Siegerland. 27 (1950), H. 3, S. 81–93.[7]
- Beitrag in Hans Kruse (Hrsg.): Siegen und das Siegerland 1224–1924. Festschrift aus Anlaß der Siebenjahrhundertfeier von Burg und Stadt Siegen.[8]